# ظهره العلس (المخادر)

تعديل مصدري - تعديل

ظهره العلس محلة تابعة لقرية منوز، التابعة لعزلة بني سرحة بمديرية المخادر إحدى مديريات محافظة إب في الجمهورية اليمنية، بلغ تعداد سكانها 34 حسب تعداد اليمن لعام 2004.